# Fimbristylis subaristata
Fimbristylis subaristata är en halvgräsart som beskrevs av George Bentham. Fimbristylis subaristata ingår i släktet Fimbristylis och familjen halvgräs. Inga underarter finns listade i Catalogue of Life.